# 国際磐梯山神経科学シンポジウム
国際磐梯山神経科学シンポジウム（こくさいばんだいさんしんけいかがくシンポジウム、英文名 International Mt Bandai Symposium for Neuroscience）は、神経科学の学際的課題を討議するために、1999年に設立された学術団体。国際Ｍt.磐梯神経科学シンポジウムとも表記される。
2〜3年間隔で開催され、事務局は、当初は総合南東北病院が担当していたが、現在では、各会の会長が担当する。2003年からは、汎太平洋脳神経外科会議（英文名 Pan-Pacific Neurosurgery Congress）と合同で、合同脳神経外科大会（英文名 Joint Neurosurgical Convention）として開催されている。 

## 事業
- 学術集会、教育セミナーの開催をしている。

| 回数   | 開催年月   | 学術集会会長 | 会長所属（開催当時）                           | 開催地                 | 合同脳神経外科大会 |
| ------ | ---------- | ------------ | ---------------------------------------------- | ---------------------- | ------------------ |
| 第 1回 | 1999年10月 | 渡邊一夫     | 総合南東北病院 理事長・院長                    | 郡山                   |                    |
| 第 2回 | 2001年10月 | 渡邊一夫     | 総合南東北病院 理事長・院長                    | 郡山                   |                    |
| 第 3回 | 2003年 2月 | 渡邊一夫     | 総合南東北病院 理事長・院長                    | ハワイ                 | 第1回              |
| 第 4回 | 2007年 1月 | 溝井和夫     | 秋田大学脳神経外科教授                         | ワイコロア・ハワイ島   | 第2回              |
| 第 5回 | 2010年 1月 | 富永悌二     | 東北大学脳神経外科教授                         | オアフ島・マウイ島     | 第3回              |
| 第 6回 | 2013年 1月 | 宝金清博     | 北海道大学脳神経外科教授                       | ワイコロア・ハワイ島   | 第4回              |
| 第 7回 | 2010年 6月 | 加藤庸子     | 藤田保健衛生大学坂文種報徳會病院脳神経外科教授 | プノンペン・カンボジア | 第5回              |

- 合同脳神経外科大会 Joint Neurosurgical Convention： Pan-Pacific Neurosurgery Congressと合同開催

## プロジェクト
学術集会に、ハンズオンセミナーや教育セミナーを併設している。